# Tocantins (stan)
Tocantins (wymowaⓘ [tokɐ̃ˈtʃĩs]) – jest jednym z 26 stanów Brazylii, położonym w północno-środkowej części kraju, w Regionie Północnym. Od północnego wschodu graniczy ze stanem Maranhão, od wschodu ze stanami Piauí i Bahia, od zachodu ze stanami Pará i Mato Grosso, a od południa ze stanem Goiás.

## Miasta
Największe miasta w stanie Tocantins według liczby mieszkańców (stan na 2013 rok):
| L.p. | Miasto               | Liczba ludności |
| ---- | -------------------- | --------------- |
| 1.   | Palmas               | 257 903         |
| 2.   | Araguaína            | 164 093         |
| 3.   | Gurupi               | 81 792          |
| 4.   | Porto Nacional       | 51 501          |
| 5.   | Paraíso do Tocantins | 47 724          |